# Andreas Feickert
Andreas Feickert (* 7. Juli 1910 in Hamburg; † 15. November 1977 in Hitzacker (Elbe)) war ein hochrangiger nationalsozialistischer Studentenfunktionär in der Zeit des Nationalsozialismus. Von 1934 bis 1936 war er Reichsführer der Deutschen Studentenschaft (DSt).

## Leben
Der Sohn eines kaufmännischen Angestellten studierte ab 1929 Geschichte und Volkswirtschaftslehre an der Friedrich-Wilhelms-Universität zu Berlin, der Universität Hamburg und der Ruprecht-Karls-Universität Heidelberg. Er trat zum 1. Juli 1931 in die NSDAP ein (Mitgliedsnummer 595.495) und wurde noch im selben Jahr Hochschulgruppenführer des Nationalsozialistischen Deutschen Studentenbunds (NSDStB) in Hamburg. Nach verschiedenen Funktionen in der DSt (1932/33 Amtsleiter für Arbeitslager, 1934 Kreisführer Kurmark-Nord) wurde Feickert im Juli 1934 von Reichserziehungsminister Bernhard Rust als Führer der Deutschen Studentenschaft eingesetzt.
In diesem Amt, das er bis Anfang 1936 innehatte, wurde Feickert vor allem wegen des nach ihm benannten Feickert-Planes bekannt, der die Kasernierung aller Studienanfänger (1. und 2. Semester) in sogenannten Kameradschaften vorsah. Feickerts entsprechender Erlass vom 20. September 1934 stieß nicht nur bei den traditionellen Studentenverbindungen, die um ihren Nachwuchs fürchteten, auf erbitterten Widerstand. Er rief zugleich den NSDStB unter Führung von Albert Derichsweiler auf den Plan, der die gesamte „ideologische, politische und körperliche Ausbildung“ aller Studenten für den Studentenbund einforderte. Auf Bitten von Ernst Schlange schaltete sogar Adolf Hitler selbst sich in den Machtkampf ein; er verwarf den Feickert-Erlass mit dem überraschenden Argument, dass die Studenten „überhaupt nicht zusammenleben“ sollten, weil sie sonst „kein normales Gesellschaftsleben“ mehr .hätten und die „Gefahr der Homosexualität zu groß“ sei. Rust wies  Feickert und die DSt schließlich an, „die Führung und Richtungsgebung der gesamten studentischen Erziehung, insbesondere die Lösung der Kameradschaftsfrage, dem NSDStB zu überlassen“.
Nachdem der NSDStB in der Folgezeit zum Teil erfolgreich versucht hatte, der DSt weitere Arbeitsfelder (Arbeitsdienst, Auslandsarbeit, Fachschaftsarbeit) streitig zu machen, trat Feickert im April 1936 unter Protest zurück, weil der Studentenschaft keine unabhängigen Aufgaben mehr blieben. Ein halbes Jahr später wurden schließlich beide Organisationen unter dem neugeschaffenen Amt des Reichsstudentenführers Gustav Adolf Scheel zusammengeführt.
Feickert wurde später zu einer siebenmonatigen Haftstrafe wegen fahrlässiger Tötung und Fahrerflucht verurteilt, weil er noch während seiner Amtszeit (1935) im betrunkenen Zustand mehrere Autounfälle verursacht hatte. Am Zweiten Weltkrieg nahm er als Unteroffizier der Luftwaffe (Wehrmacht) teil. In der Nachkriegszeit schloss sich Feickert der SPD an. Ab 1951 arbeitete an der Heimvolkshochschule Göhrde in Niedersachsen, die er von 1972 bis 1975 leitete.